# 戴明贤
戴明贤（1935年—），笔名程履、弋人，男，贵州安顺人，中国作家、书法家，曾任中国书法家协会理事。